# 德式鬥劍
德式鬥劍（Katzbalger），盛行於15世紀至17世紀之武器，為德國平民傭兵（Landsknechts）中之前線部隊都卜勒武士所愛用。造型單純的劍柄與呈S形的護手為其特徵。